# Sulindac
Sulindac è una molecola appartenente alla classe dei farmaci antinfiammatori non steroidei (FANS). Sulindac è un composto cristallino giallo, un acido organico debole praticamente insolubile in acqua a pH inferiore a 4,5. Il farmaco è dotato di proprietà di tipo antinfiammatorio, analgesico, antipiretico e di antiaggregazione piastrinica. Il farmaco ha attività analgesica comparabile a quella dell'indometacina e molti autori ne consigliano l'uso rispetto a quest'ultima. In Italia il farmaco è disponibile in compresse da 200 mg per somministrazione orale.

## Farmacodinamica
Sulindac è un inibitore della sintesi delle prostaglandine, appartenente alla classe dei derivati arilacetici anche noti come Acidi ari/eteroarilacetici. L'inibizione avviene attraverso il blocco dell'enzima prostaglandina-endoperossido sintasi, noto anche come cicloossigenasi. Il farmaco agisce su entrambe le isoforme della ciclo-ossigenasi (COX-1 e COX-2). Sulindac è un profarmaco, derivato da sulfinilindene, e nell'organismo viene convertito nella forma attiva. Sulindac subisce due importanti biotrasformazioni della porzione solfossida della molecola: una prima ossidazione al metabolita solfone inattivo e una successiva riduzione al solfuro farmacologicamente attivo. Tali biotrasformazioni avvengono grazie agli enzimi epatici. Il metabolita solfuro attivo che si viene a formare viene escreto nella bile e quindi riassorbito dall'intestino.

## Farmacocinetica
Dopo somministrazione per via orale sulindac nell'uomo viene ampiamente assorbito (circa il 90% della dose somministrata) dal tratto gastrointestinale. Quando il farmaco è somministrato a digiuno la concentrazione plasmatica massima (Cmax) del metabolita solfuro biologicamente attivo viene raggiunta in circa 2 ore. Quando somministrato con il cibo la Cmax viene raggiunta con leggero ritardo, in circa 3-4 ore.
 L'emivita plasmatica media è di circa 7-8 ore, mentre quella del metabolita solfuro è di circa 16 ore. Sulindac e metaboliti vanno incontro a una importante ricircolazione enteroepatica, la quale contribuisce in modo decisivo, alla considerevole persistenza dei livelli ematici della sostanza in forma attiva.

Nell'uomo la principale via di escrezione per il farmaco e i metaboliti è quella urinaria. Circa il 50% di una dose orale è infatti eliminata nelle urine e un ulteriore 25% viene trovato nelle feci soprattutto come metabolita solfone e solfuro.

## Usi clinici
Sulindac è indicato per il sollievo di segni e sintomi associati alla artrosi, alla artrite reumatoide, alla spondilite anchilosante, alla spalla dolorosa acuta (vale a dire la borsite acuta subacromiale e/o tendinite del sovraspinato), alla artrite gottosa acuta. È inoltre utilizzato nel trattamento delle periartriti, delle borsiti e tendiniti, delle tenosinoviti e di diverse malattie muscolo-scheletriche fra cui le dorsalgie e lombalgie acute.

## Effetti collaterali
In corso di trattamento con sulindac gli effetti avversi più spesso segnalati sono stati di natura gastrointestinale: dispepsia, perdita dell'appetito, nausea, vomito, flatulenza, costipazione, epigastralgia, melena, ulcera peptica, perforazione ed emorragia gastrointestinale, esacerbazione di colite e malattia di Crohn. Raramente alcuni di questi effetti si sono dimostrati fatali, in particolare negli anziani

In alcuni pazienti possono comparire vertigini, cefalea, nervosismo, tinnito, rash cutaneo, prurito, fotosensibilità, eritema multiforme, dermatite esfoliativa, reazioni bollose tra cui, molto raramente, la sindrome di Stevens-Johnson e la necrolisi tossica epidermica.

## Controindicazioni
Il farmaco è controindicato nei pazienti con ipersensibilità nota al principio attivo oppure a uno qualsiasi degli eccipienti.

Sulindac non deve essere somministrato a soggetti con storia di accessi asmatici, orticaria o altre reazioni di tipo allergico a seguito dell'assunzione di aspirina o altri FANS. In questa popolazione di pazienti sono infatti state riportate gravi reazioni anafilattiche/anafilattoidi, qualche volta (sia pure raramente) fatali.

## Dosi terapeutiche
Nel paziente adulto il dosaggio consigliato di sulindac è di 200 mg, due volte al giorno. Il dosaggio può essere variato a seconda della risposta clinica. In linea di massima è opportuno non superare i 400 mg/die. Nell'artrite gottosa acuta generalmente è indicato un periodo di trattamento di 7 giorni. Una attenta valutazione del rapporto rischio/beneficio dovrà essere effettuata nel trattamento del paziente anziano per il quale è spesso opportuna una prudenziale riduzione dei dosaggi sopraindicati.

## Gravidanza e allattamento
L'inibizione della sintesi delle prostaglandine può interessare negativamente la gravidanza e lo sviluppo embriofetale. I risultati di alcuni studi epidemiologici suggeriscono infatti un aumentato rischio di aborto spontaneo, di malformazione cardiaca e di gastroschisi dopo l'uso di un inibitore della sintesi delle prostaglandine nelle prime fasi della gravidanza.
Il rischio assoluto di malformazioni cardiache aumenta da meno dell'1% fino a circa l'1,5%. Si ritiene che il rischio aumenti con la dose e la durata della terapia. Negli animali, la somministrazione di inibitori della sintesi di prostaglandine ha mostrato di provocare un aumento della perdita di pre e post-impianto e di mortalità embrio-fetale. Inoltre si verifica un aumento dell'incidenza di varie malformazioni, inclusa quella cardiovascolare (somministrazione di FANS durante il periodo organogenetico).
Durante il terzo trimestre di gravidanza, tutti gli inibitori della sintesi di prostaglandine possono esporre il feto a tossicità cardiopolmonare (con chiusura prematura del dotto arterioso e ipertensione polmonare) e a disfunzione renale, che può progredire in insufficienza renale con oligo-idroamnios. Essi possono esporre la madre e il neonato, alla fine della gravidanza, a un possibile prolungamento del tempo di sanguinamento, a un effetto antiaggregante che può occorrere anche a dosi molto basse e all'inibizione delle contrazioni uterine, risultanti in ritardo, o a un prolungamento del travaglio.
È necessario evitare di somministrare sulindac alle donne che allattano in quanto la sua innocuità non è stata ancora determinata.

## Effetti sulla proliferazione cellulare
Studi recenti hanno messo in luce che sulindac oppure i suoi analoghi strutturali avrebbero una buona azione antitumorale su alcune linee celluari umane maligne.
Il farmaco sembrerebbe poter ridurre la crescita di polipi e lesioni precancerose nel colon, specialmente di quelle lesioni che sono in associazione con la poliposi adenomatosa familiare. Analoga azione inibitoria, tramite diversi e complessi meccanismi, pare potersi esercitare anche a carico di alcuni tipi di tumore del tratto gastrointestinale superiore, nel cancro delle ghiandole salivari, nel cancro colon-rettale ereditario non poliposo, nel glioblastoma, e nelle neoplasie papillari mucinose intraduttali, variante  “brunch duct” (BD IPMN).
Queste sue azioni molecolari sembrerebbero essere indipendenti dalla inibizione della via delle prostaglandine.
Secondo alcuni studiosi sarebbero piuttosto correlate con un'azione interferente su alcune protein-chinasi della trasduzione del segnale, come c-Raf e la c-jun chinasi (JNK1) e proteine regolatrici delle cicline. È stato messo in evidenza come sulindac possa indurre apoptosi delle cellule tumorali legandosi al recettore retinoide X-alfa (RXRalpha) delle stesse e come nel contempo possa inibire la proliferazione cellulare, per esempio attraverso la soppressione di beta-catenina in cellule tumorali umane oppure attraverso la modulazione dell'asse Csk/Src.
Alcuni trials con sulindac a basso dosaggio, da solo o in combinazione con altri farmaci, sono stati intrapresi per provare definitivamente che sulindac può prevenire la degenerazione neoplastica di pazienti portatori di polipi intestinali con familiarità tumorale.